# Neukirchen beim Heiligen Blut
Neukirchen beim Heiligen Blut település Németországban, azon belül Bajorországban. Lakosainak száma 3701 fő (2023. december 31.). Neukirchen beim Heiligen Blut Všeruby, Hamry, Chudenín és Eschlkam községekkel határos.

## Népesség
A település népessége az elmúlt években az alábbi módon változott:
| Lakosok száma | 1617 | 2116 | 2995 | 4176 | 3777 | 3735 | 3714 | 3696 | 3677 | 3701 |
|               | 1875 | 1950 | 1975 | 1987 | 2012 | 2014 | 2016 | 2017 | 2021 | 2023 |